# Jeff Peckman
Jeff Peckman (sinh năm 1954) là một nhà hoạt động tiết lộ UFO của Mỹ. Ông sống ở Denver, Colorado, và tự mô tả mình là một doanh nhân và nhà tư vấn.  Ông cũng là một học viên và giáo viên Thiền siêu việt.

## Học vấn
Peckman theo học Đại học Quốc tế Maharishi ở Iowa trong một năm.

## Sự nghiệp chính trị

### Ứng cử viên Thượng viện Hoa Kỳ
Năm 1998, Peckman ứng cử vào Thượng viện Hoa Kỳ với tư cách là thành viên của Đảng Luật Tự nhiên  nhận được 0.31% số phiếu, và đứng thứ năm trong số bảy ứng cử viên.

### Lá phiếu Sáng kiến 101: An toàn thông qua hòa bình
Năm 2003, Peckman có một sáng kiến về lá phiếu ở Denver với nội dung "Có nên cho cử tri thành phố và quận Denver áp dụng một sắc lệnh sáng kiến để yêu cầu thành phố giúp đảm bảo an toàn công cộng bằng cách tăng cường hòa bình?"  Sáng kiến không giành được đủ số phiếu để thông qua.

### Lá phiếu Sáng kiến 300: Ủy ban Các vấn đề ngoài Trái Đất
Từ năm 2008, Peckman đã cố gắng thành lập một Ủy ban Các vấn đề ngoài Trái Đất trong chính quyền thành phố Denver, để chuẩn bị cho các chuyến thăm từ người ngoài hành tinh. Peckman đã thu thập được 4000 chữ ký để đưa ra đề nghị của ông cho ủy ban gồm bảy thành viên trong cuộc bỏ phiếu tổng tuyển cử vào tháng 11 năm 2008 tại Denver. Tuy nhiên, ông đã từ chối nộp hồ sơ giấy tờ cho cuộc bầu cử tháng 11 năm 2008, với hy vọng rằng một chính quyền sắp tới của Obama sẽ công bố tài liệu về người ngoài hành tinh cho công chúng.
Trong năm 2009, sáng kiến đã nhận được hơn 7000 chữ ký cho Lá phiếu năm 2010. Sau khi Bộ phận Bầu cử Denver xác nhận, đã xác định rằng số chữ ký hợp lệ là không đủ vẫn cần thêm 1000 chữ ký hợp lệ nữa. Sự thiếu sót này đã được giải quyết vào cuối tháng 11 năm 2009 và Sáng kiến 300 đã được đưa vào lá phiếu bầu cử vào tháng 11 năm 2010 của Denver.  Sáng kiến đã bị phản đối bởi một nhóm tự gọi mình là M.I.B.  Trong cuộc bầu cử, sáng kiến 300 đã bị 82,34% cử tri Denver từ chối.
Sau thất bại này, Peckman đã đệ đơn khiếu nại lên Ủy ban Đạo đức Denver, nơi ông đặt câu hỏi về "hành vi phi đạo đức, bất tài và đáng ngờ" của các quan chức Denver, mà ông tuyên bố đã hỗ trợ những kẻ "cực vô liêm sĩ, bất tài, vô đạo đức và thù địch" khác trong suốt cuộc vận động bầu cử, và suy ngẫm thêm liệu những thứ này có hoạt động cùng với CIA, NSA hay các nhóm bí mật khác hay không.  Ủy ban Đạo đức Denver đã bác bỏ khiếu nại này "vì không có thẩm quyền và vì khiếu nại không giải quyết bất kỳ vấn đề nào được quy định trong Bộ luật Đạo đức Denver".

### Ứng cử viên Thị trưởng Denver
Jeff Peckman appeared xuất hiện trong đợt bỏ phiếu kín ở Denver ngày 3 tháng 5 năm 2011 khi phải cạnh tranh với 10 ứng cử viên khác, mặc dù một người đã từ bỏ trước cuộc bầu cử. Trong số hơn 110.000 phiếu bầu, Peckman chỉ nhận được 796 phiếu, đứng ở vị trí thứ hai đến vị trí cuối cùng.

## Tuyên bố Thời đại Mới

### Công nghệ Metatron
Ông thúc đẩy Công nghệ Metatron, theo ông bảo vệ chống lại "sóng điện từ có hại" bằng cách biến chúng thành "năng lượng lành mạnh mong muốn".

### Người ngoài hành tinh
Peckman là người ủng hộ tiết lộ UFO và các hiện tượng ngoài trái đất đã thu hút sự chú ý của truyền thông vào năm 2008 khi ông công khai cho xem đoạn video về một người ngoài hành tinh có mục đích ở Denver, Colorado.
Peckman đã công khai chiếu video vào ngày 30 tháng 5 năm 2008 tại Đại học Tiểu bang Metropolitan ở Denver và cấm các phóng viên chụp ảnh. Đoạn video dài ba phút chứa hình ảnh của một "sinh vật trắng với cái đầu hình quả bóng" và đôi mắt đen lớn nhấp nháy và nhìn qua một cửa sổ được cho là cách mặt đất 8 feet.
Video được cho là do Stan Romanek dàn dựng vào ngày 17 tháng 7 năm 2003, tại Nebraska. Một bộ phim tài liệu bao gồm các cảnh quay được lên kế hoạch phát hành vào năm 2008 nhưng đã bị trì hoãn. Những người hoài nghi trong khu vực đã sử dụng một phần mềm chỉnh sửa video và trang phục người ngoài hành tinh đi thuê để tạo ra một phiên bản video lừa bịp tái tạo nhiều chuyển động, mặc dù các chuyên gia xem video Romanek khẳng định không có chỉnh sửa hậu kỳ của video đó.

### Nhạc Mưa
Vào mùa hè năm 2012, những vụ cháy rừng ở vùng núi Colorado trở thành vụ tàn phá nặng nề nhất trong lịch sử tiểu bang. Đến giữa tháng 6, đám cháy đã phá hủy hơn 180 ngôi nhà và cướp đi một sinh mạng. Giải pháp của Peckman là đề xuất rằng âm nhạc nhất định "sao chép tần số có trong tự nhiên khi trời mưa", và chơi loại nhạc như vậy đã được chứng minh trong lịch sử để tăng khả năng mưa. Ông đề nghị các đài phát thanh và truyền thanh địa phương, tần số của chính phủ và người dân trên con đường của ngọn lửa, phát nhạc này.   Trong những ngày sau đề xuất của ông, các đám cháy trở nên tồi tệ hơn, mang lại sự hủy diệt tài sản cho ít nhất 651 người và lấy đi sáu mạng sống.